# 甘乃光
甘乃光（1897年—1956年9月30日），字自明，男，广西岑溪人，中华民国政治人物，经济学、政治学学者。

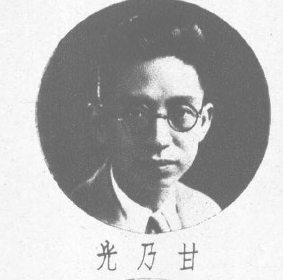

## 生平

### 早年經歷
1922年自广州的岭南大学经济系毕业，留校任助教。曾與廖承志、廖夢醒、台人張秀哲（月澄）等人，在校內組中國國民黨區分部，參加種種社會工作。（詳張秀哲著“勿忘台灣落花夢”）1924年6月任黄埔军校政治部秘书兼政治教官。8月任国民党实业部代理部长。1925年7月国民政府成立，任国民政府监察院监察委员。1926年1月，在国民党第二次全国代表大会上，当选中央执行委员会委员。在国民党二届一中全会上，又被选为执委常委，任国民党中央青年部部长。5月，调任国民党中央农民部部长，支持农民运动。

### 中年經歷
1927年10月任国民党广东省党部改组委员，同年底任广州市市长。在其任内的12月11日，发生广州暴动，因此被免职。1929年3月被开除国民党党籍。在上海著书译述，先后出版有《先秦经济思想史》、《中国国民党几个根本问题》、《孙文主义大纲》、《孙中山全集分类索引》、《孫文主義之理論與實際》、《美術攝影大綱》等书；译著有《美国政党史》、《英国劳动党真相》等书。1931年“九一八事变”后，国民党内各派共赴国难重新联合。11月在中国国民党第四次全国代表大会上被恢复党籍，当选为中央执行委员会委员和中央政治会议委员，任国民党中央宣传委员会委员。
1937年7月中国抗日战争爆发。8月任国防参议会秘书长。1938年34月，任国民党中央党部副秘书长。1938年初，与康泽等发起筹建三民主义青年团。7月三青团正式成立，任临时中央干事会干事。
1947年4月23日，國民政府准免行政院秘書長蔣夢麟本職，特任甘乃光為行政院秘書長（院长为张群）:8340。1948年5月任国民大会主席团主席。5月行政院改组，被免去秘书长职务。5月18日，中華民國外交部公布：派駐甘乃光為中国驻澳大利亚首任大使:8604。1951年5月，被免去大使职务。

### 逝世
1956年9月，病逝于澳大利亚。

## 軼事
甘乃光對攝影有興趣，曾在英倫學習，編著《美術攝影大綱》(良友出版)，講述攝影理論並附其個人攝影作品。